# Boy Hayje
Johan "Boy" Hayje (Amszterdam, 1949. május 3. –) holland autóversenyző.

## Pályafutása
1976-ban és 1977-ben összesen hét versenyen vett részt a Formula–1-es világbajnokságon. Ebből mindössze három alkalommal tudta magát kvalifikálni a futamra is. Értékelhető pozícióban egyszer sem ért célba.
1984-ben a harmadik helyen zárta a C2-es kategóriát a Le Mans-i 24 órás autóversenyen.
Pályafutása során részt vett több Formula–Ford, Formula–5000 és Formula–3-as versenyen is.

## Eredményei

### Teljes Formula–1-es eredménylistája
(Táblázat értelmezése)

(Félkövér: pole-pozícióból indult; dőlt: leggyorsabb kört futott) 

| Év   | Csapat               | Modell          | Motor       | 1   | 2   | 3      | 4   | 5      | 6      | 7      | 8      | 9   | 10  | 11  | 12     | 13     | 14  | 15  | 16  | 17  | Helyezés | Pont |
| ---- | -------------------- | --------------- | ----------- | --- | --- | ------ | --- | ------ | ------ | ------ | ------ | --- | --- | --- | ------ | ------ | --- | --- | --- | --- | -------- | ---- |
| 1976 | F&S Properties       | Team Penske PC3 | Cosworth V8 | BRA | RSA | USW    | ESP | BEL    | MON    | SWE    | FRA    | GBR | GER | AUT | NED Ki | ITA    | CAN | USA | JPN |     | -        | 0    |
| 1977 | RAM / F&S Properties | March 761       | Cosworth V8 | ARG | BRA | RSA Ki | USW | ESP Nk | MON Nk | BEL Hn | SWE Nk | FRA | GBR | GER | AUT    | NED Nk | ITA | USA | CAN | JPN | -        | 0    |

### Le Mans-i 24 órás autóverseny
| Év   | Csapat                | Autó      | Csapattárs | Csapattárs | Helyezés |
| ---- | --------------------- | --------- | ---------- | ---------- | -------- |
| 1984 | B.F. Goodrich Company | Lola T616 | Jim Busby  | Rick Knoop | 12.      |

## Külső hivatkozások
- Profilja a grandprix.com honlapon (angolul)
- Profilja a statsf1.com honlapon (angolul)